# Тропска саванска клима
Саванска клима или Aw климат, је по Кепену један од типова тропске климе. Његова главна одредница је сушни период који траје 4-6 месеци, са карактеристичним летњим пљусковима. Релативна влажност ваздуха је испод 70%.

## Простирање климатског типа
климат обухвата области између 5-10° сгш и 15-20° јгш, тј. Бразилску висораван, обале Јукатана и пацифичку обалу средње Америке, затим западну и централну Африку, западне обале Мадагаскара, Декан и Индокину и север Аустралије.
То су следеће државе:
- Бразил
- Мексико
- Гватемала
- Боливија
- Парагвај
- државе западне Африке
- Камерун
- ЦАР
- Конго
- ДР Конго
- Судан
- Кенија
- Руанда
- Бурунди
- Мозамбик
- Индија
- Камбоџа
- Вијетнам
- Тајланд
- Лаос

## Представници климе и његове особености
Типични представник климе је град Кујаба, Бразил.
Најкарактеристичнија одлика ове климе је дуг период суше и недостатак вегетације, тако да је најдоминантнија биљка трава.